# Kanton Quérigut
Der Kanton Quérigut war bis 2015 ein französischer Wahlkreis im Département Ariège und in der Region Midi-Pyrénées. Er umfasste sieben Gemeinden im Arrondissement Foix; sein Hauptort (frz.: chef-lieu) war Quérigut. Die landesweiten Änderungen in der Zusammensetzung der Kantone brachten im März 2015 seine Auflösung.

## Gemeinden
| Gemeinde    | Einwohner (Stand: 2022) | Code postal | Code Insee |
| ----------- | ----------------------- | ----------- | ---------- |
| Artigues    | 32                      | 09460       | 09020      |
| Carcanières | 71                      | 09460       | 09078      |
| Mijanès     | 58                      | 09460       | 09193      |
| Le Pla      | 61                      | 09460       | 09230      |
| Le Puch     | 28                      | 09460       | 09237      |
| Quérigut    | 137                     | 09460       | 09239      |
| Rouze       | 85                      | 09460       | 09252      |